# Арда
А́рда (кв. Arda; «царство») — в легендариуме Дж. Р. Р. Толкина название Земли в период мифической предыстории — мир, включающий в себя все места, упомянутые во «Властелине колец» и сопутствующих произведениях. В Арде находились несколько морей и океанов, континенты Средиземье и Аман, гигантский остров Нуменор, существовавший во Вторую эпоху, и прочие земли, упомянутые Толкином в черновиках.

## Общие сведения

Арда в Эпоху светильников

Арда в Эпоху деревьев

Арда в космологии Толкина является частью вселенной Эа. Она была создана, как и остальная часть Эа, посредством Музыки Айнур для Детей Илуватара — эльфов и людей.
Поскольку в космологии Толкина Солнце, Луна, звёзды и прочие небесные объекты находились на орбите этой планеты, они также считались частью Арды, так что иногда Арда определяется как «солнечная система», в то время как собственно Земля или часть Арды, не включающая небесные тела, называлась Амбар (кв. Ambar) или Имбар (кв. Imbar).
Изначально Арда была плоским миром, континенты которого были окружены огромным океаном Эккайа (кв. Ekkaia), или Вайа (кв. Váya; англ. Encircling Sea «Внешнее море») и разделены Белегаэром (синд. Belegaer; англ. Great Sea «Великое Море») и Разделяющими морями (англ. Sundering Seas). В Первую Эпоху на северо-западе Средиземья находился Белерианд, который был уничтожен в результате Войны Гнева.
К югу и востоку от Средиземья находился континент, известный как Тёмные Земли (англ. Dark Land). К востоку располагался относительно небольшой материк Земля Солнца (англ. Land of the Sun), названный так из-за того, что где-то неподалёку находились Врата Солнца, освещавшего плоский мир.
Информации об этих континентах крайне мало, как мало её о юге и востоке Средиземья. Возможно, что Толкин имел в виду не материки, а дальние области Средиземья. На юге Средиземья находились так называемые Ближние Земли (англ. Hither Lands), в состав которых включался Харад. Слово «харад» означало юг в общем смысле и использовалось для обозначения не только земель непосредственно к югу от Гондора и Мордора, но и юга Средиземья вообще. В Ближнем Хараде имелось множество выжженных солнцем пустынь, которые дальше к югу, вероятно, сменялись непроходимыми джунглями, родиной мумакил. Жители Дальнего Харада также имели тёмную, словно обожжённую солнцем, кожу.
Обширные восточные земли имели общее название Рун, хотя это слово, возможно, также использовалось только для обозначения местности, непосредственно прилегавшей к морю Рун (англ. Sea of Rhûn) и реке Бегущей (англ. River Running). Вастаки (истерлинги), как и харадрим, являли собой конгломерат различных народов.
О дальних восточных границах Средиземья, предположительно выходящих к морю, известно ещё меньше. Известно, что в древние времена с севера на юг там проходила огромная горная гряда Орокарни («Красные горы»), аналогично хребту Эред Луин («Синие горы») на западе континента (на заре своего существования мир был симметричным). Эльфы впервые появились именно там, на крайнем востоке. Их родины, озера Куивиэнен, в Третью Эпоху уже не существовало. Неизвестно, сохранились ли в Третью эпоху Орокарни и в каком виде (Эред Луин сохранился, хотя и сильно уменьшился в размерах). Далеко на востоке от Рун странствовали Синие маги, которые отправились туда, чтобы поднять восстание против Саурона на покорённых им землях, однако сведения об их деятельности так и не достигли западных земель. Вероятно, Синие маги не справились со своим заданием: либо, подобно Саруману, сами стали править людьми, либо, подобно Радагасту, стали покровителями той или иной местности или народа и перестали беспокоиться о судьбах всего Средиземья. Доподлинно известно лишь то, что ни один из них не вернулся.
Во Вторую Эпоху для эдайн в Большом море был поднят остров Нуменор. Он просуществовал большую часть Второй Эпохи, но был уничтожен из-за гордыни нуменорцев, нарушивших запрет Валар и отправившихся в военный поход на Аман.
После гибели Нуменора Арда стала круглой, и мир стал меньше. Аман был навсегда удалён из мира, доступного для людей, и достигнуть его отныне могли только эльфы, для которых был оставлен Прямой Путь. Велением Илуватара взамен исчезнувших земель образовались новые земли к востоку и западу от Средиземья.
Само слово «Arda» было явно заимствовано Толкином из германских языков (голландское «aarde», немецкое «Erde») и родственно английскому «Earth», «Земля». Конечно, в мифологии Толкина это слово не имело никакого отношения к реальным языкам и принадлежало языку квенья.

## Арда Неискажённая
Изначальный мир, созданный Валар, назывался «Арда Неискажённая» (англ. Arda Unmarred), или «А́́рда Алаха́ста» (кв. Arda Alahasta). Этот мир был изменён в результате войн между Валар и Мелькором, сохранилась лишь одна его часть — Валинор. Арда Неискажённая представляла собой плоский симметричный диск, заключённый внутри сфер воздуха (Виста), света (Ильмен) и эфира и окружённый Внешним океаном Эккайа. Океан Эккайа, в свою очередь, был заключён в Иллумбар — невидимые Стены мира, за которыми существовала бесконечная Пустота — Кума. В ходе Первой войны идеальная симметрия Арды разрушилась, и континент разделился.

## Арда Искажённая
Новому миру было дано название Арда Искажённая (англ. Arda Marred), или А́рда Хаста́йна (кв. Arda Hastaina), поскольку в мире была рассеяна феа Мелькора. Именно из этого мира была создана хроа Детей Илуватара. Это мир, в котором возможны зло и насилие, болезни, непереносимый холод и жар и другие вещи, которых не было в Арде Неискажённой.
Арда Искажённая также исказила идею бессмертия эльфов: в Арде Искажённой эльфы медленно угасают, пока их тела не истончаются настолько, что они становятся призраками. Только в Валиноре этот процесс можно было приостановить, и это одна из причин, по которой все эльфы вынуждены в конце концов отправляться в Валинор. Одной из способностей Колец Власти была власть над временем, благодаря которой Элронд и Галадриэль в подвластных им королевствах тоже могли приостановить процесс угасания эльфов. После уничтожения Кольца Всевластья сила эльфийских колец была утеряна, и в начале Четвёртой Эпохи многие эльфы окончательно покинули Средиземье.
После Дагор Дагорат в конце мира Арда Искажённая будет уничтожена и переделана, и так появится Арда Исцелённая (англ. Arda Healed), или А́рда Энвинья́нта (кв. Arda Envinyanta).